# Hassan Rowshan
Hassan Rowshan (Teheran, 24 ottobre 1955) è un ex calciatore iraniano, di ruolo attaccante.

## Palmarès

### Club

#### Competizioni nazionali
- Campionato iraniano: 1

Taj: 1975-1976
- Coppa dell'Iran: 1

Taj: 1976-1977